# Planegger Straße 9

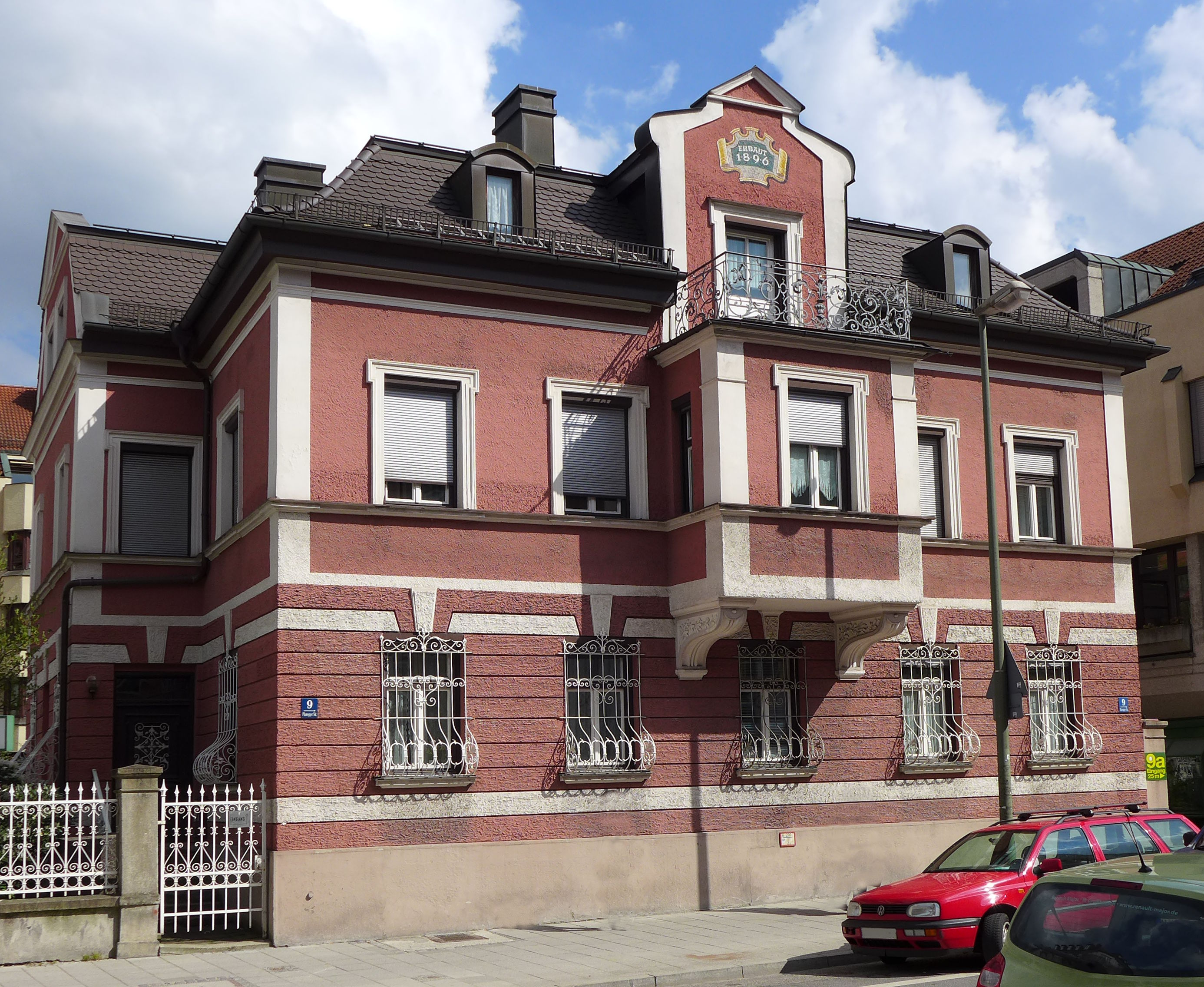
Haus Planegger Straße 9 im Stadtteil Pasing von München

Das Gebäude Planegger Straße 9 im Stadtteil Pasing der bayerischen Landeshauptstadt München wurde 1896 errichtet. Die Villa an der Planegger Straße ist ein geschütztes Baudenkmal.
Das zweigeschossige Haus mit Mansardwalmdach mit Zwerchhausrisalit wurde in barockisierendem Stil errichtet. An der Fassade mit Balkon- und Fenstergittern ist in Stuck die Jahreszahl 1896 angebracht.
Das Wohnhaus zeigt den Einfluss städtischer Bauformen in die bis dahin noch dörflichen Baustrukturen im Ortskern von Pasing.